# Дурняково
Дурняко́во (рос. Дурняково) — присілок у складі Підосиновського району Кіровської області, Росія. Входить до складу Підосиновського міського поселення.
Населення становить 6 осіб (2010, 18 у 2002).
Національний склад станом на 2002 рік — росіяни 100 %.